# Карлссон, Давид Моберг
Йенс Давид Йоаким Моберг Карлссон (швед. Jens David Joacim Moberg Karlsson; 20 марта 1994, Мариестад, Швеция) — шведский футболист, полузащитник клуба «Норрчёпинг». Выступал за сборную Швеции.

## Клубная карьера
Карлссон — воспитанник клубов «Бьёрсетерс» и «Мариестад». В 2009 году он начал профессиональную карьеру в Третьем дивизионе Швеции. В 2010 году Давид перешёл в «Гётеборг». 17 октября 2011 года в матче против ГАИСа он дебютировал в Аллсвенскан лиге. 7 апреля 2013 года в поединке против «Броммапойкарна» Карлссон забил свой первый гол за «Гётеборг». В том же году он помог клубу завоевать Кубок Швеции.
Летом того же года Карлссон перешёл в английский «Сандерленд». Сумма трансфера составила 1,9 млн евро. 27 августа в матче Кубка английской лиги против «Милтон-Кинс Донс» он дебютировал за новую команду.
В начале 2014 года для получения игровой практики Карлссон на правах аренды перешёл в шотландский «Килмарнок». 1 марта в матче против «Сент-Миррен» он дебютировал шотландской Премьер-лиге. Летом того же года Давид перешёл в датский «Норшелланн». 31 августа в матче против «Брондбю» он дебютировал в датской Суперлиге. 7 марта 2015 года в поединке против «Сённерйюска» Карлссон забил свой первый гол за «Норшелланн».
Летом 2016 года Карлссон вернулся на родину, подписав контракт с «Норрчёпингом». 16 июля в матче против «Эстерсунда» он дебютировал за новую команду. 10 августа в поединке «Хеккена» Давид забил свой первый гол за «Норрчёпинг».
10 декабря 2018 года Карлссон подписал контракт с пражской «Спартой» сроком на 3,5 года. Сумма перехода не разглашалась.

## Международная карьера
8 января 2017 года в товарищеском матче против сборной Кот-д’Ивуара Карлссон дебютировал за сборную Швеции. 12 января в поединке против сборной Словакии он забил свой первый гол за национальную команду.

### Голы за сборную Швеции
| #   | Дата           | Место                        | Противник | Счёт | Результат | Соревнование      |
| --- | -------------- | ---------------------------- | --------- | ---- | --------- | ----------------- |
| 01. | 12 января 2017 | Армд Форсес, Норрчёпинг, ОАЭ | Словакия  | 2:0  | 6:0       | Товарищеский матч |

## Достижения
«Гётеборг»
- Обладатель Кубка Швеции: 2012/13

«Спарта» (Прага)
- Обладатель Кубка Чехии: 2019/20